# Oposició de Dreta
L'Oposició de Dreta (en rus: Правая оппозиция, Pravaya oppozitsiya) o la Tendència de Dreta (en rus: Правый уклон, Pravyj uklon) va ser el nom donat a la tendència formada per Nikolai Bukharin, Aleksei Rykov, Mikhail Tomsky i els seus seguidors, a la Unió Soviètica de finals dels anys vint. També és el nom donat a la crítica de "dreta" dins del moviment comunista internacional, especialment a aquells que es van unir a l'Oposició Comunista Internacional, independentment de si es van identificar o no amb Bukharin i Rykov. No obstant això, la designació d'Oposició de Dreta es refereix a la posició d'aquest moviment amb relació a altres plantejaments comunistes presents en aquells moments, i, a vegades, amb relació a criteris referits al posicionament respecte a la línia dominant dins el Comintern,

## Naixement
La lluita pel poder a la Unió Soviètica després de la mort de Vladimir Lenin va provocar el desenvolupament de tres grans tendències dins del Partit Comunista. Aquestes van ser descrites per Leon Trotsky com a tendències esquerra, dreta i central, cadascuna basada, segons ell, en una classe o casta específica. Trotski va argumentar que la seva tendència, l'Oposició d'Esquerra, representava les tradicions internacionalistes de la classe obrera. La tendència dirigida per Joseph Stalin la va descriure com a situada al centre, basada en l'estat i la burocràcia del partit, tendint a canviar les aliances entre l'esquerra i la dreta. Va identificar la tendència lligada als partidaris de Nikolai Boukharin i Rykov com la que representava la influència de la pagesia i el perill de la restauració capitalista. La seva política es va identificar estretament amb la Nova Política Econòmica (NEP), amb l'ex comunista d'esquerra Bujarin movent-se lentament a la dreta del partit bolxevic.
Alexander es pregunta si les diferents oposicions es podrien descriure com a tendències internacionals, ja que solien estar preocupades pels temes rellevants per als seus propis països i els seus propis partits comunistes. Per tant, l'anomenada Oposició de Dreta estava molt més fragmentada que l'Oposició d'Esquerra. No obstant això, els diferents grups de l'Oposició de Dreta es van unir per formar una Oposició Comunista Internacional (ICO).
Destí de l'oposició de la dreta russa

## El destí de l'Oposició de Dreta russa
Stalin i la seva facció "centrista" es van aliar amb Bukharin i amb l'Oposició de Dreta a finals de 1924. Junts van expulsar Trotski, Kamenev, Zinoviev i l'Oposició Unida del Partit Comunista, el desembre de 1927. No obstant això, una vegada que Trotski estava fora de joc i l'Oposició d'Esquerra havia estat il·legalitzada, Stalin aviat es va girar contra Bukharin i els seus companys, que van ser, al seu torn, marginats i retirats dels càrrecs importants del Partit Comunista i del govern soviètic entre 1928 i 1930, mentre Stalin abandonava la NEP i començava el primer pla quinquennal.
Bukharin va ser aïllat dels seus aliats a l'exterior i, davant l'augment de la repressió estalinista, no va poder organitzar una lluita sostinguda contra Stalin. A diferència de Trotski, que va sortir de la URSS i va construir un moviment trotskista, encara que sempre molt marginal i condemnat al fraccionalisme permanent, Bukharin i els seus seguidors a la Unió Soviètica van ser forçats per Stalin a "admetre els seus "errors ideològics". Van ser rehabilitats temporalment, tot i que només se'ls va permetre ocupar llocs menors i no van tornar a la seva antiga situació. Finalment, Bukharin i els seus aliats, com la pràctica totalitat dels vells dirigents bolxevics, van ser assassinats durant la Gran Purga estalinista.

## Fundació de l'Oposició Comunista Internacional
Els diferents grups d'oposició comunista distanciats de l'esquematisme trotskista, però fermament antiestalinistes, es van veure obligats a formar les seves pròpies organitzacions quan, al seu torn, varen ser purgats de les seccions estatals de la Komintern, o ells mateixos se'n separaren davant la seva deriva ideològica, rumb d'esdevenir simples braços polítics de la dictadura d'Stalin. A Europa, la més important i substancial d'aquestes noves organitzacions va ser el Partit Comunista d'Alemanya (Oposició) (KPO), liderat per Heinrich Brandler. Als Estats Units, Jay Lovestone, Bertram Wolfe i els seus partidaris van fundar el Partit Comunista (Oposició) i van publicar el diari Workers Age. Al Canadà, la Lliga Educativa Marxiana es va formar com a part del partit de Lovestone.
En alguns llocs, els grups comunistes afiliats a l'OCI aconseguiren més èxit que les organitzacions oficials del Comintern. Per exemple, a Suècia, el Partit Socialista de Karl Kilbom, afiliat a l'OCI, va rebre el 5,7% dels vots a les eleccions del 1932 al Riksdag, superant la secció oficial de la Comintern, que en va rebre el 3,9%.
A Catalunya, i fins i tot per un moment a tot l'estat espanyol, el Bloc Obrer i Camperol (BOC), liderat per Joaquim Maurin, va ser més gran i més important que el Partit Comunista oficial. Posteriorment, el BOC es va fusionar amb l'Esquerra Comunista d'Andreu Nin el 1935 per formar el Partit Obrer d'Unificació Marxista (POUM),que vas ser un dels grans partits que lluitaren contra la rebel·lió franquista. Maurin es va convertir en secretari general del POUM, però va ser arrestat pels franquistes a principis de la Guerra Civil. Com a resultat, Andreu Nin es va convertir en el líder del POUM, fins que va segrestat i assassinat a Madrid pels agents d'Stalin.
En total, l'OCI tenia partits membres en quinze països en els anys trenta. No obstant això, l'OCI i els seus afiliats no es consideraven una nova internacional, sinó una "facció" exclosa involuntàriament de la Komintern i que hi volia tornat si el Comintern canviava les seves polítiques i permetia als membres de l'OCI la llibertat de defensar les seves posicions.

## El final de l'Oposició de Dreta
L'OCI va començar a desintegrar-se el 1933. Amb l'arribada al poder dels nazis, el partit alemany va haver de passar a la clandestinitat i establir una branca de l'exili a París. París també va ser la nova seu internacional de l'OCI, dominada pels alemanys. Els grups noruecs i suecs en van sortir per unir-se al Buró de Londres que es va establir a París l'agost de 1933. La filial txecoslovaca es va veure afeblida per la deserció dels seus membres txecs al desembre, fet que va fer que el partit es reduís a un grup alemany dels Sudets. El grup austríac va haver de passar a la clandestinitat després del putsch de Dollfus de març del 1934. La major part de la secció alsaciana va ser expulsada aquell estiu per les seves simpaties pro-nazis. La filial suïssa es va unirr als socialdemòcrates el 1936 i M.N. Roy va treure el seu grup indi el 1937. A més, la il·legalització del POUM el maig de 1937 i l'execució de Bukharin i altres militants a la Unió Soviètica van contribuir a convèncer a molts que la Internacional Comunista no podia ser reformada i la idea de ser una "oposició" dins ella era insostenible.
En una conferència del febrer de 1938, l'Oposició Comunista Internacional es va afiliar al Buró de Londres. Això va provocar una certa confusió sobre si els afiliats de l'OCI eren també afiliats de l'Oficina de Londres com a organitzacions individuals. Per a redreçar aquest solapament, es va celebrar a París una conferència a l'abril de 1939, que va dissoldre ambdues entitats en una nova organització, el Centre Marxista Revolucionari Internacional, amb seu a París. L'adhesió al nou grup va ser ràpidament ratificada per la ILLA, el KPO, el POUM, el PSOP, l'ILP i els Archio-marxistes. El CMRI va deixar d'existir després de la caiguda de França.
Alguns grups continuen avui la tradició d'aquest corrent. El Grup Arbeiterpolitik a Alemanya és un d'aquests grups.

## Grups associats a l'OCI

### Alemanya
El Partit Comunista d'Alemanya (Oposició). El Gruppe Arbeiterpolitik, fundat per Heinrich Brandler, n'és una organització successora.

### Àustria
L'Oposició Comunista d'Àustria es va crear a finals de 1929 quan el politburó del Partit Comunista oficial d'Àustria va expulsar Willi Schlamm, A. Reisinger, Joseph Klein i Richard Vovesny. Tenien el seu propi periòdic, Der Neue Mahnruf, fins que el dictador Dolfuss va arribar al poder el 1934. Jay Lovestone va anar a Àustria en el moment de l'annexió, a principis de març de 1938, a invitació d'un grup anomenat Der Funke i va ser capaç d'aconseguir vuit passaports falsos per a vuit líders de l'oposició austríaca. Van sortir de Viena el 14 de març, el dia abans que Hitler entràs a la ciutat. Schlamm més tard va editar una publicació per als exiliats austríacs a Praga, Weltbühne, i després va emigrar als Estats Units.

### Txecoslovàquia
El 1928 es va constituir l'oposició txecoslovaca. Al principi era un grups bastant gran, amb prop de 6.000 membres i el control del sindicat comunista, Mezinárodní všeodborový svaz. Tanmateix, el grup era propens a les faccions en relació als grups ètnics. L'element txec es va separar el desembre de 1933 per unir-se als socialdemòcrates i, a partir de llavors, la composició del grup es va limitar a la població ètnica alemanya dels Sudets. Allà s'enfrontaren a una tensa competència amb el partit alemany pro-nazi de Konrad Henleins. A les eleccions de juny de 1938, els opositors es van unir amb una coalició amb els socialdemòcrates i els comunistes per oposar-se al SDP, però els nazis van guanyar per un gran marge. Després que els Sudets fossin annexats a l'Alemanya nazi, els opositors es van exiliar.

### Hongria
Un grup de l'oposició comunista es va crear a Hongria el 1932. En aquell moment, el Partit Comunista Hongarès era ja un moviment clandestí, i l'oposició guanyà al voltant del 10% dels seus membres.

### Polònia
Tot i que mai va ser una organització formal, hi havia una tendència en el Partit Comunista Polonès normalment coneguda com els "tres W" en funció dels líders: Adolf Warski, Henryk Walecki, Maria Koszutska (pseudònim Wera Kostrzewa). Com que el partit ja era a la clandestinitat a Polònia, i els comunistes romanien febles, el grup va decidir no crear una organització formal, tot i que sovint eren representats pels dirigents de Brandler i Thalheimer. Els tres van morir en gulags stalinistes.

### Suïssa
A Suïssa, el líder oficial del Partit Comunista, Jules Humbert-Droz, va simpatitzar amb l'oposició de dreta, però va romandre lleial al lideratge de la Comintern fins que va ser expulsat en els anys quaranta. Una secció cantonal del Partit Comunista Suís, a Schaffhausen, es va separar i va formar un grup d'oposició comunista. Durant un temps va tenir força èxit, dominant el moviment obrer local. A les eleccions del 20 d'octubre de 1933, varen aconseguir 10 dels 30 regidors locals i el líder del partit, Walther Bringolf, va ser triat com a alcalde. Es varen unir al Partit Socialista Suís el 1936.
Itàlia

### Itàlia
Hi va haver una certa resistència al partit italià a la nova línia del tercer període del Comintern. Al principi, els dos membres italians de l'executiu del Comintern, Palmiro Togliatti i Angelo Tasca, van oposar-se a les accions de la Comintern en relació al partit alemany. No obstant això, en el desè Ple de juny de 1929, Togliatti va capitular davant Stalin, mentre que Tasca va ser expulsat. Posteriorment, en un ple del partit de maig del 1930, els membres de Politburo, Pasquini i Santini, van ser retirats per oposar-se a la política del tercer període i es van prendre "mesures organitzatives" contra els quadres inferiors.

### Espanya
Vegeu Bloc Obrer i Camperol

### Suècia
Veure Partit Socialista

### Finlàndia
Vegeu Grup dels Treballadors Finesos d'Esquerra

### Noruega
Vegeu Mot Dag

### Dinamarca
El 1933 es va fundar un grup de l'oposició danesa. Va durar almenys fins al febrer de 1938, quan el seu representant va assistir a la conferència d'unitat de l'OCI amb el Buró de Londres.

### França
A França, la purga inicial del Partit Comunista el 1929 va afectar alcaldes o regidors de Clichy, Auffay, Saint-Denis, Pierrefitte-sur-Seine, Villetaneuse i París. El secretari general del partit i l'editor de L'Humanité també van ser degradats. No obstant això, no tots els expulsats es van adherir necessàriament a les posicions de l'OCI; els regidors parisencs, per exemple, van formar el seu propi partit, el Partit dels Treballadors i dels Camperols, que al seu torn es va unir al Partit de la Unitat Proletària el desembre de 1930. El petit grup de l'Oposició es va unir a la Federació del Sena expulsada de la SFIO el 1938 per formar el Partit Socialista Obrer i Camperol.

### Alsàcia
Es va crear a Alsàcia un partit separat de l'OCI, el Partit Comunista d'Oposició d'Alsàcia-Lorena (KPO). El KPO alsacià va fer una campanya per a l'autonomia d'Alsàcia i va formar una aliança amb l'autonomisme alsacià. El KPO va ser dirigit per Charles Hueber (batle d'Estrasburg 1929-1935) i Jean-Pierre Mourer (membre de l'Assemblea Nacional Francesa). Va publicar un diari propi, Die Neue Welt. El KPO alsacià va evolucionar progressivament cap a posicions pro-nazis, i va ser expulsat de l'OCI el 1934. Un petit grup es va mantenir lleial a l'OCI i va publicar un setmanari, Arbeiter Politik.

### Regne Unit
Durant la major part de la seva història, l'Oposició de Dreta al Regne Unit estava representada principalment al Partit Laborista Independent. Els opositors es van unir al Comitè Polític Revolucionari, part del qual representava la seva línia dins de la ILP. El 1935 es va formar un grup independent de l'oposició, però va tenir poca influència. El 1938, la línia de lOCI havia convertit cap a la posició "centrista" liderada per l'ILP de Fenner Brockway.

### Estats Units i Canadà
Vegeu Communist Party (Majority Group)

### Índia
El líder comunista indi Manabendra Nath Roy va ser un partidari primerenc i obert de l'Oposició de Dretes. Tot i que mai no va tenir al seu costat molts de seguidors, va exercir una influència extraordinària sobre l'ala esquerra del Congrés Nacional Indi i va tenir un paper en l'elecció de Subhas Chandra Bose a la direcció del Congrés. No obstant això, després de separar-se Bose del Congrés i formar el Bloc Allward Forward, Roy va divergir bruscament fins al punt que fins i tot va arribar a oposar-se a la campanya Quit India, liderada pel Congrés. La divisió entre Bose i Roy va ser anàloga en molts aspectes a la divisió americana entre Bertram Wolfe i Jay Lovestone.

### Argentina
Tot i que mai va ser membre oficial de l'OCI, un grup opositor es va separar del Partit Comunista de l'Argentina el 1928, dirigit per José Penelon. Penelon va formar el Partit Comunista de la Regió Argentina, que més tard es va denominar Partido Concentración Obrera. Es va fusionar amb els socialdemòcrates el 1971.

### Mèxic
El Bloc Obrer Marxista de Mèxic es va fundar a principis de 1937. Va editar un periòdic anomenat La Batalla, com la revista POUM i va anunciar l'adhesió a l'OCI. Però no degué tenir continuïtat.